# Burnaby, Columbia Britanică
Burnaby este un oraș din Columbia Britanică, Canada, în vecinătatea estică a Vancouverului. Este al treilea ca mărime din Columbia Britanică având o populație de 195000 locuitori în 2001.

## Clima
| Date climatice pentru Burnaby (Simon Fraser University) 1981−2010 | Date climatice pentru Burnaby (Simon Fraser University) 1981−2010 | Date climatice pentru Burnaby (Simon Fraser University) 1981−2010 | Date climatice pentru Burnaby (Simon Fraser University) 1981−2010 | Date climatice pentru Burnaby (Simon Fraser University) 1981−2010 | Date climatice pentru Burnaby (Simon Fraser University) 1981−2010 | Date climatice pentru Burnaby (Simon Fraser University) 1981−2010 | Date climatice pentru Burnaby (Simon Fraser University) 1981−2010 | Date climatice pentru Burnaby (Simon Fraser University) 1981−2010 | Date climatice pentru Burnaby (Simon Fraser University) 1981−2010 | Date climatice pentru Burnaby (Simon Fraser University) 1981−2010 | Date climatice pentru Burnaby (Simon Fraser University) 1981−2010 | Date climatice pentru Burnaby (Simon Fraser University) 1981−2010 | Date climatice pentru Burnaby (Simon Fraser University) 1981−2010 |
| Luna                                                              | Ian                                                               | Feb                                                               | Mar                                                               | Apr                                                               | Mai                                                               | Iun                                                               | Iul                                                               | Aug                                                               | Sep                                                               | Oct                                                               | Nov                                                               | Dec                                                               | Anual                                                             |
| ----------------------------------------------------------------- | ----------------------------------------------------------------- | ----------------------------------------------------------------- | ----------------------------------------------------------------- | ----------------------------------------------------------------- | ----------------------------------------------------------------- | ----------------------------------------------------------------- | ----------------------------------------------------------------- | ----------------------------------------------------------------- | ----------------------------------------------------------------- | ----------------------------------------------------------------- | ----------------------------------------------------------------- | ----------------------------------------------------------------- | ----------------------------------------------------------------- |
| Maxima medie °C (°F)                                              | 5.8 (42,4)                                                        | 6.8 (44,2)                                                        | 9.3 (48,7)                                                        | 12.4 (54,3)                                                       | 15.6 (60,1)                                                       | 18.2 (64,8)                                                       | 21.2 (70,2)                                                       | 21.2 (70,2)                                                       | 18.0 (64,4)                                                       | 12.0 (53,6)                                                       | 7.5 (45,5)                                                        | 5.1 (41,2)                                                        | 12,7 (54,9)                                                       |
| Media zilnică °C (°F)                                             | 3.6 (38,5)                                                        | 4.3 (39,7)                                                        | 6.2 (43,2)                                                        | 8.7 (47,7)                                                        | 11.8 (53,2)                                                       | 14.4 (57,9)                                                       | 17.0 (62,6)                                                       | 17.2 (63)                                                         | 14.6 (58,3)                                                       | 9.5 (49,1)                                                        | 5.3 (41,5)                                                        | 2.9 (37,2)                                                        | 9,6 (49,3)                                                        |
| Minima medie °C (°F)                                              | 1.4 (34,5)                                                        | 1.7 (35,1)                                                        | 3.1 (37,6)                                                        | 4.9 (40,8)                                                        | 7.9 (46,2)                                                        | 10.5 (50,9)                                                       | 12.7 (54,9)                                                       | 13.2 (55,8)                                                       | 11.1 (52)                                                         | 7.0 (44,6)                                                        | 3.0 (37,4)                                                        | 0.8 (33,4)                                                        | 6,5 (43,7)                                                        |
| Minima istorică °C (°F)                                           | −13.9 (7)                                                         | −14 (7)                                                           | −8 (18)                                                           | −3.3 (26,1)                                                       | −0.5 (31,1)                                                       | 3.9 (39)                                                          | 5.0 (41)                                                          | 3.3 (37,9)                                                        | 2.0 (35,6)                                                        | −7 (19)                                                           | −14 (7)                                                           | −19.4 (−2.9)                                                      | −19,4 (−2,9)                                                      |
| Precipitații mm (inches)                                          | 280.9 (11.059)                                                    | 178.4 (7.024)                                                     | 182.1 (7.169)                                                     | 154.4 (6.079)                                                     | 120.0 (4.724)                                                     | 101.4 (3.992)                                                     | 64.7 (2.547)                                                      | 64.5 (2.539)                                                      | 92.2 (3.63)                                                       | 210.1 (8.272)                                                     | 311.6 (12.268)                                                    | 249.8 (9.835)                                                     | 2.009,9 (79,13)                                                   |
| Ploaie mm (inches)                                                | 256.5 (10.098)                                                    | 163.2 (6.425)                                                     | 171.2 (6.74)                                                      | 152.7 (6.012)                                                     | 119.9 (4.72)                                                      | 101.4 (3.992)                                                     | 64.7 (2.547)                                                      | 64.5 (2.539)                                                      | 92.2 (3.63)                                                       | 209.8 (8.26)                                                      | 303.6 (11.953)                                                    | 220.8 (8.693)                                                     | 1.920,7 (75,618)                                                  |
| Zăpadă cm (inches)                                                | 24.3 (9.57)                                                       | 15.1 (5.94)                                                       | 10.9 (4.29)                                                       | 1.7 (0.67)                                                        | 0.1 (0.04)                                                        | 0.0 (0)                                                           | 0.0 (0)                                                           | 0.0 (0)                                                           | 0.0 (0)                                                           | 0.2 (0.08)                                                        | 8.0 (3.15)                                                        | 29.0 (11.42)                                                      | 89,3 (35,16)                                                      |
| Nr. de zile cu precipitații (≥ 0.2 mm)                            | 20.5                                                              | 16.2                                                              | 18.9                                                              | 16.1                                                              | 14.9                                                              | 13.5                                                              | 7.4                                                               | 6.8                                                               | 10.3                                                              | 17.1                                                              | 21.6                                                              | 19.8                                                              | 183,1                                                             |
| Nr. mediu de zile ploioase (≥ 0.2 mm)                             | 18.1                                                              | 14.7                                                              | 18.3                                                              | 16.0                                                              | 14.9                                                              | 13.5                                                              | 7.4                                                               | 6.8                                                               | 10.3                                                              | 17.0                                                              | 21.0                                                              | 17.3                                                              | 175,4                                                             |
| Nr. mediu de zile cu ninsoare (≥ 0.2 cm)                          | 4.0                                                               | 2.5                                                               | 2.0                                                               | 0.54                                                              | 0.04                                                              | 0.0                                                               | 0.0                                                               | 0.0                                                               | 0.0                                                               | 0.09                                                              | 1.8                                                               | 4.5                                                               | 15,5                                                              |
| Sursă: Environment Canada                                         |                                                                   |                                                                   |                                                                   |                                                                   |                                                                   |                                                                   |                                                                   |                                                                   |                                                                   |                                                                   |                                                                   |                                                                   |                                                                   |